# Wybory prezydenckie w Stanach Zjednoczonych w 1888 roku

Mapa wyborcza Stanów Zjednoczonych w 1888 roku. Liczba na mapie określa liczbę przedstawicieli stanu w Kolegium Elektorów

Wybory prezydenckie w Stanach Zjednoczonych w 1888 roku – dwudzieste szóste wybory prezydenckie w historii Stanów Zjednoczonych. Na urząd prezydenta wybrano Benjamina Harrisona, a wiceprezydentem został Levi Morton.

## Kampania wyborcza
Partia Demokratyczna, zebrana na konwencji w Saint Louis w dniach 5-7 czerwca 1888 już w pierwszej turze, jednogłośnie nominowała Clevelanda by ubiegał się o reelekcję. Jego współkandydatem został Allen Thurman. Partia Republikańska zebrała się w Chicago dwa tygodnie później (19-23 czerwca) i planowała wystawić kandydaturę Johna Shermana, wobec rezygnacji z ubiegania się o prezydenturę Jamesa Blaine’a. Sherman nie uzyskał wymaganej większości, a gdy nadeszła wiadomość od nieobecnego Blaine’a, by głosować na Harrisona, delegaci poparli jego kandydaturę w ósmym głosowaniu. Kandydatem na wiceprezydenta został Levi Morton. Kandydatem Partii Prohibicji został Clinton Fisk, natomiast Krajowej Partii Pracy – Alson Streeter. Głównym tematem kampanii demokratów była polityka celna. Cleveland twierdził, że dzięki nadwyżkom budżetowym można było zmniejszyć taryfy celne, co obniżyło by ceny towarów. Sam prezydent nie wziął jednak aktywnego udziału w kampanii. Harrison wygłaszał liczne przemówienia na werandzie w swoim domu, co przysporzyło mu popularności. Republikanie promowali protekcjonizm i obiecywali m.in. wysokie renty dla weteranów wojennych. Zdaniem historyków, wybory te były najbardziej skorumpowane w historii USA – oba główne obozy polityczne kupowały głosy i dopuszczały się fałszerstw. Zwycięstwo kandydata republikanów zagwarantowały głównie głosy przemysłowców, obawiających się zmian taryf celnych.

## Kandydaci

### Krajowa Partia Pracy

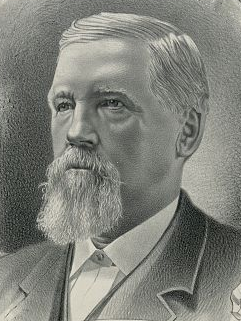
Alson Streeter

### Partia Demokratyczna

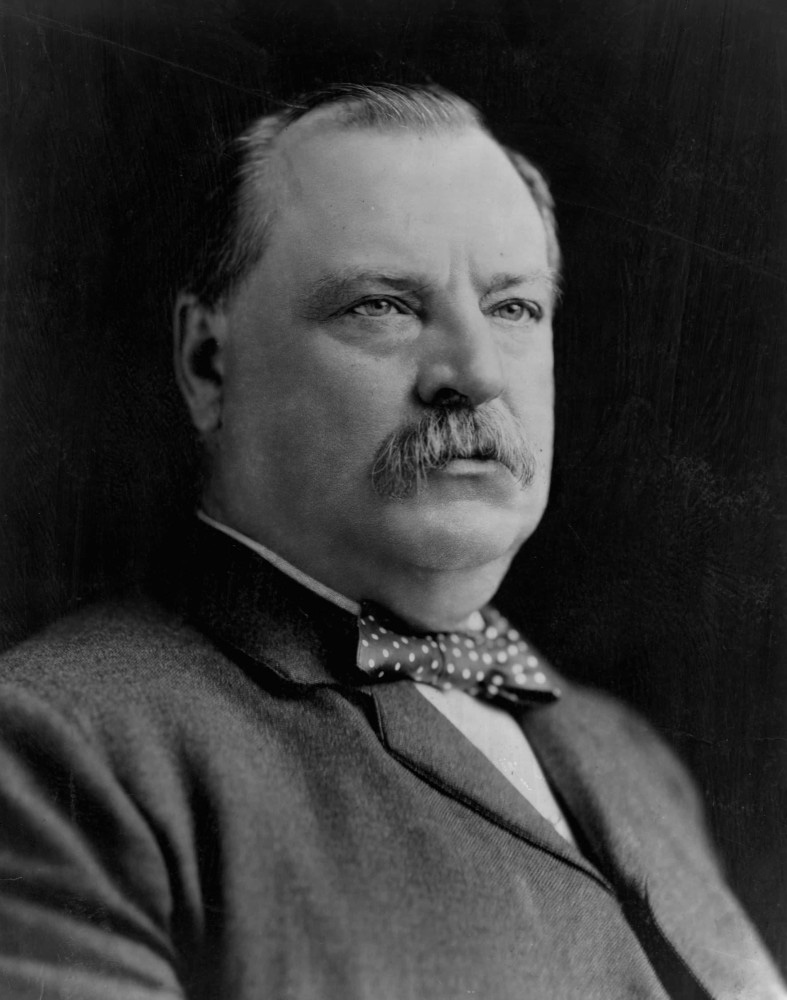
Grover Cleveland
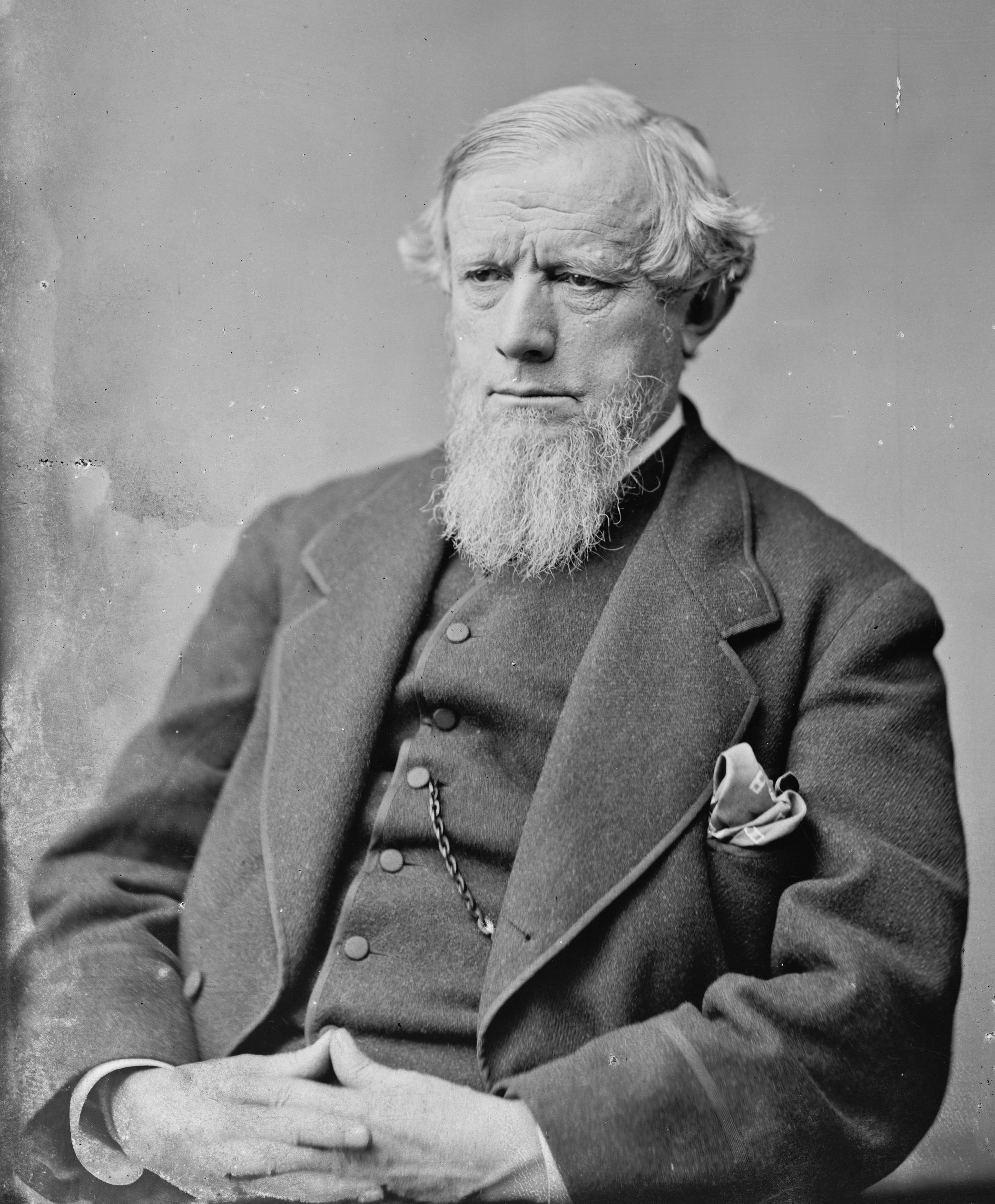
Allen Thurman

### Partia Prohibicji

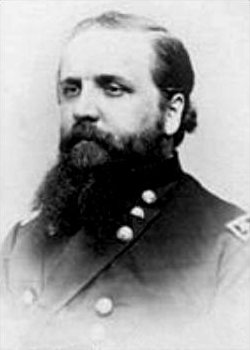
Clinton Fisk

### Partia Republikańska

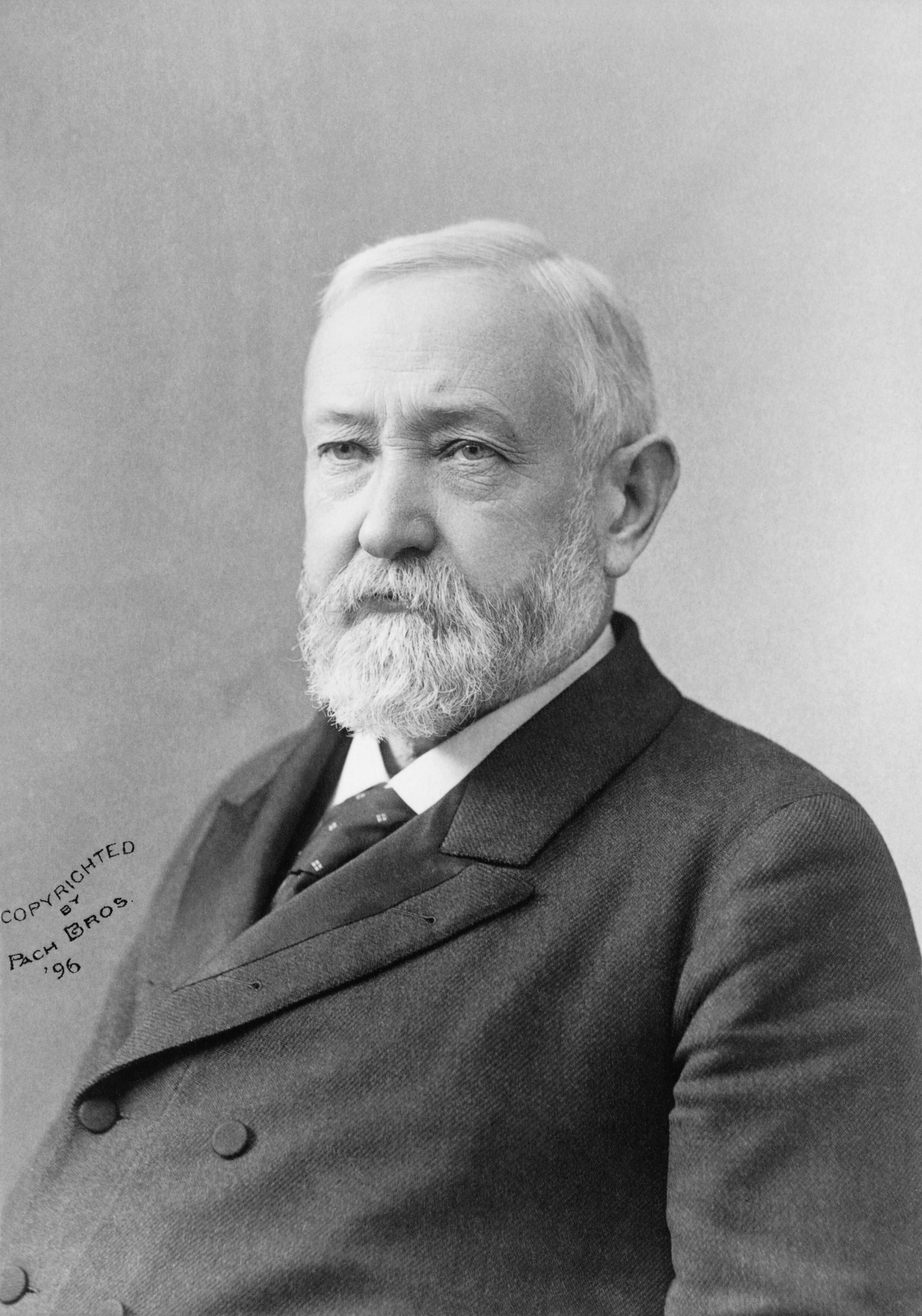
Benjamin Harrison
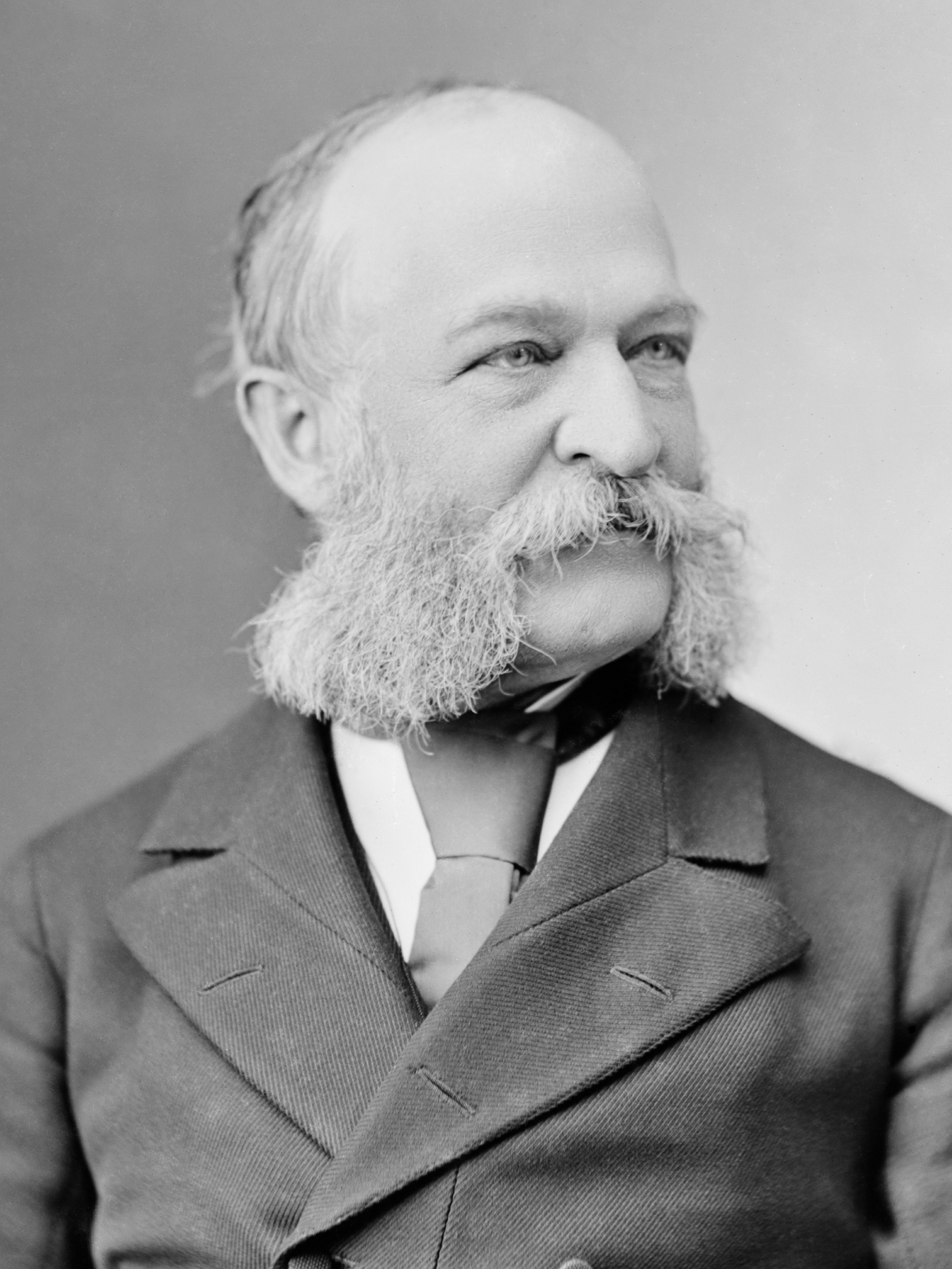
Levi Morton

## Wyniki głosowania
Głosowanie powszechne odbyło się 6 listopada 1888. Cleveland uzyskał 48,6% poparcia, wobec 47,8% dla Harrisona, 2,2% dla Clintona Fiska i 1,3% dla Alsona Streetera. Ponadto, około 8500 głosów oddano na niezależnych elektorów, głosujących na innych kandydatów. Frekwencja wyniosła 79,3%. W głosowaniu Kolegium Elektorów Harrison uzyskał 233 głosów, przy wymaganej większości 201 głosów. Na Clevelanda zagłosowało 168 elektorów. W głosowaniu wiceprezydenckim zwyciężył Levi Morton, uzyskując 233 głosów, wobec 168 dla Allena Thurmana.
Benjamin Harrison został zaprzysiężony 4 marca 1889 roku.
| Kandydat na prezydenta | Partia               | Głosowanie powszechne | Głosowanie powszechne | Kolegium Elektorów |
| Kandydat na prezydenta | Partia               | Głosy                 | Procent               | Kolegium Elektorów |
| ---------------------- | -------------------- | --------------------- | --------------------- | ------------------ |
| Benjamin Harrison      | Partia Republikańska | 5 443 892             | 47,8%                 | 233                |
| Grover Cleveland       | Partia Demokratyczna | 5 534 488             | 48,6%                 | 168                |
| Clinton Fisk           | Partia Prohibicji    | 249 819               | 2,2%                  | 0                  |
| Alson Streeter         | Krajowa Partia Pracy | 146 602               | 1,3%                  | 0                  |
| Łącznie                | Łącznie              | Łącznie               | Łącznie               | 401                |

| Kandydat na wiceprezydenta | Partia               | Kolegium Elektorów |
| -------------------------- | -------------------- | ------------------ |
| Levi Morton                | Partia Republikańska | 233                |
| Allen Thurman              | Partia Demokratyczna | 168                |
| Łącznie                    | Łącznie              | 401                |